# Dymer

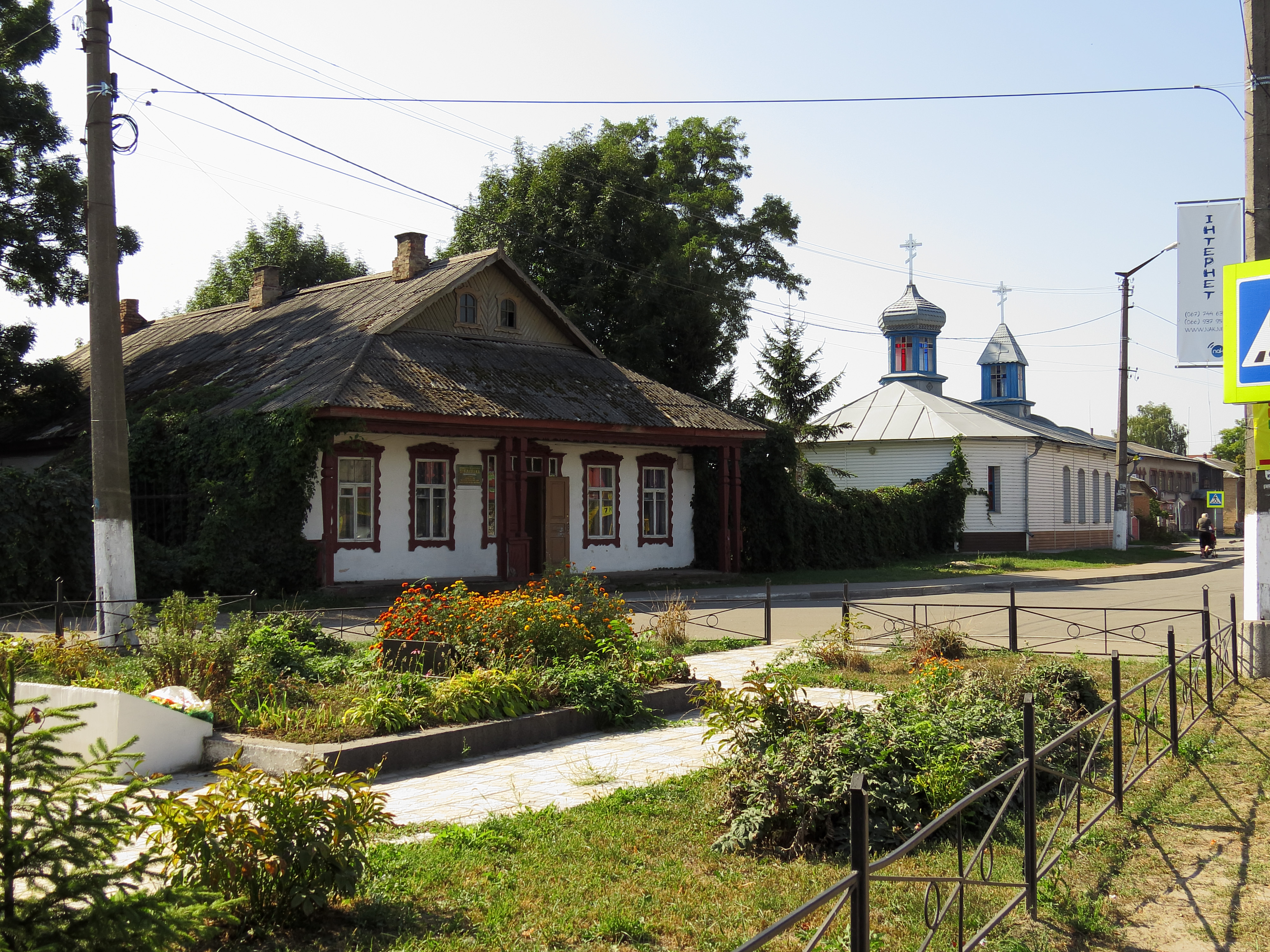
Dymer.

Dymer (ukrainska: Димер) är en stad i Kiev oblast i norra Ukraina, belägen intill floden Irpin. Staden grundades år 1582. Folkmängden uppgick till 5 786 år 2012.